# Danziger
Danziger – dynastia cadyków chasydzkich – sławnych i wpływowych przywódców religijnych i rabinów żydowskich rezydujących w latach 1878–1939 w Aleksandrowie Łódzkim, stąd zwanych dynastią Aleksander. Byli to Jechiel, Jerachmiel Izrael Izaak, Szmuel Cwi Hirsz zwany Tiferes Szmuel oraz Izaak Menachem Mendel Danziger. Ostatni z nich zginął w obozie zagłady w Treblince w 1943 r. Obecni kontynuatorzy tradycji tej dynastii chasydzkiej rezydują w Bnei Brak w Izraelu. Od 2005 r. cadykiem Aleksander jest Izrael Danziger, syn i następca Abrahama Menachema Danzigera, który w 2006 r. odwiedził Łódź i Aleksandrów.